# Callixena barbara
Callixena barbara là một loài bướm đêm trong họ Noctuidae.